# Rainald z Dasselu

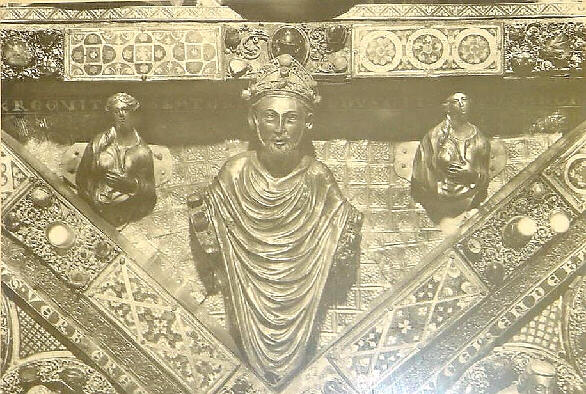
Rainald na tříkrálovém relikviáři v kolínském dómu

Rainald z Dasselu (kolem 1120? – 14. srpna 1167 u Říma) byl v letech 1156-1159 říšský kancléř, od roku 1159 pak kolínský arcibiskup a rádce Fridricha Barbarossy, císaře Svaté říše římské. 

## Kancléř
Když byl Fridrich I. Barbarossa zvolený v roce 1152 králem, brzy všiml Rainaldova talentu. Rainald z Dasselu poprvé ukázal své politické schopnosti, když byl vyslán k papeži Evženu III. do Říma. Poté, co byl v roce 1155 papežem Hadriánem IV. Fridrich Barbarossa korunován císařem Svaté říše římské, jmenoval Rainalda z Dasselu svým kancléřem. V rostoucím konfliktu mezi císařem a papežstvím získal výraznou politickou moc, především když v říjnu 1157 besançonský sněm vydal směrnici, která trvala na právech a moci císaře, zejména v Italském království, na posílení autonomního německého katolického duchovenstva a snížení vlivu papežství. Rainald z Dasselu plný života, občas drsný a neomalený, jindy zase opatrný a vypočítavý, který i přes svou církevní důstojnost uměl zacházet s mečem, od té chvíle velmi významně ovlivňoval politiku Fridricha Barbarossy. 
Boj s papežskou kurií eskaloval na sněmu v Besançonu, kde Rainald vstoupil do ostrého sporu s papežským legátem Rolandem ze Sieny (pozdějším papežem), když rázně odmítl použití slova beneficium ze strany papeže Hadriána IV., což mohlo znamenat léno a výhody. V použitém výrazu slova, se mělo za to, že byla znovu otevřená touha papežské kurie po ovládnutí světa.
V roce 1158 podnikli s vévodou Otou I. Bavorským diplomatickou cestu do Itálie, aby připravili cestu pro císařovo tažení.

## Arcibiskup
V lednu 1159 Rainald dorazil jako císařský vyslanec do Milána, které bylo roku 1158 Fridrichem Barbarossou dobyto. Při vstupu do města, byl však obyvateli vyhnán a téměř zavražděn. Uchýlil se tedy v císařském vojenském táboře, kde byl jmenován kolínským arcibiskupem a v nepřítomnosti italským arcikancléřem jako nástupce zesnulého Fridricha II. z Bergu. Když v roce 1159 zemřel papež Hadrián, dvojí zvolení papeže Alexandra III. a Viktora IV. vedlo k rozkolu, během něhož měl Rainald za cíl posílit císařského vzdoropapeže Viktora. Na koncilu v Pavii v roce 1160 jednal jako císařův velvyslanec, přičemž se účastnil diplomatických jednání s Janovem, Pisou a také dvory francouzského krále Ludvíka VII. a anglického krále Jindřicha II., které se snažil získat na stranu při volbě vzdoropapeže Viktora, ale neuspěl.
V roce 1162 císař Fridrich Barbarossa zahájil druhé obléhání Milána, které skončilo zničením města. V roce 1163 papež Alexandr III. exkomunikoval Rainalda, který při těchto jednáních hlasitě hlásal právo císaře disponovat papežským stolcem. Na základě roncaliánských dekretů vydaných na sněmu v Roncaglii poblíž Piacenzy v roce 1158 byl Rainald ještě jednou v Itálii úspěšný při jednání v záležitostech císaře. Když Victor IV. zemřel, Rainald z vlastní vůle a bez čekání na souhlas císaře v Lucce zvolil nového vzdoropapeže, Paschala III. Fridrich Barbarossa by stěží pokračoval v papežském rozkolu. Rainald to věděl, a proto si přál přimět císaře, aby pokračoval v boji o imperiální nadvládu.
Při cestě zpět do Kolína nad Rýnem v roce 1164 přivezl sebou ostatky Tří králů jako kořist z Milána a jako dar císaři. Mezitím se v Německu zvýšil počet přívrženců proti zákonnému papeži. Rainald se znovu chopil zbraně na obranu své jediné ambice, kterou byla navrhovaná kanonizace Karla Velikého v Cáchách, především v době, kdy získal souhlas anglického krále. Nové spojenectví zpečetil zasnoubením dcery krále Jindřicha Matildy se saským vévodou Jindřichem Lvem.
V roce 1167 byl opět v Itálii, kde se aktivně podílel na přípravě další cesty pro císaře Fridricha Barbarossy. Rainald spolu s mohučským arcibiskupem Christianem I. a jejich armádou dne 29. května 1167 zvítězili nad mnohem početnějšími římskými jednotkami v bitvě u Monte Porzia a obklíčili město. Rainald z Dasselu brzy poté zemřel, příčinou byla pravděpodobně malárie. Jeho ostatky byly přeneseny do Kolína nad Rýnem a pohřbeny v kapli Panny Marie v katedrále Svatého Petra.